# Tuglow River
Der Tuglow River ist ein Fluss im Osten des australischen Bundesstaates New South Wales. 
Er entspringt südöstlich des Shooters Hill auf dem Kamm der Great Dividing Range und fließt in Schleifen nach Osten bis zur Kleinstadt Tuglow. Dort vereinigt er sich mit dem Hollanders River und bildet so den Kowmung River.
Lediglich in Tuglow, wo sich sehenswerte Kalksteinhöhlen befinden, überquert eine nicht befestigte Straße den Fluss.